# Luciano Virgilio
Luciano Virgilio (Udine, 6 gennaio 1943) è un attore italiano.

## Biografia
Luciano Virgilio si è diplomato all’Accademia nazionale d'arte drammatica "Silvio D’Amico" nel 1966 e, nello stesso anno, ha debuttato nella compagnia Fortunato-Fantoni-Brignone, per la regia di Luca Ronconi.
Nel corso della sua lunga carriera artistica ha potuto recitare per alcuni tra i migliori registi teatrali italiani: Luca Ronconi in particolare (con 16 regie), ma anche Franco Enriquez, Giorgio Strehler, Roberto Guicciardini, Mario Missiroli, Orazio Costa, Massimo Castri, in opere di autori greci e latini, Euripide e Seneca, di autori classici, Shakespeare e Goldoni, ma non solo, e di autori contemporanei, Roberto Cavosi, Luigi Squarzina, Dacia Maraini, tra gli altri. Per la televisione è stato interprete di opere in prosa, di sceneggiati, come Le cinque giornate di Milano, Malombra, Anna Karenina, George Sand, di serie TV, come Rossella 2 e La dama velata o di singoli episodi di serie TV: Linda e il brigadiere, Don Matteo, Non uccidere 2.
Poco presente nel mondo cinematografico, Paolo Sorrentino gli ha affidato la parte di Alfredo ne La grande bellezza: «Entro nella stanza e Paolo sta leggendo il mio curriculum. Dice: “Hai fatto poco cinema, come mai?”. Ecco, come mai? E che ne so... se non mi chiamate!».

## Vita privata
È stato sposato, tra il 1967 e il 1973, con Paola Gassman, con la quale ha avuto una figlia.
Il 29 maggio 2010, dopo anni di convivenza, ha sposato a Udine l'attrice Anna Maria Guarnieri.

## Cinema
- Il numero 10, regia di Silvio Maestranzi (1972)
- Tu ridi, regia di Paolo e Vittorio Taviani (1998)
- Il cielo cade, regia di Andrea e Antonio Frazzi (2000)
- Il terzo leone, regia di Manlio Roseano (2001)
- 20 sigarette, regia di Aureliano Amadei (2010)
- La grande bellezza, regia di Paolo Sorrentino (2013)
- Come un cadavere ad Acapulco, regia di Alessio Pizzicannella – cortometraggio (2014)
- Come la prima volta, regia di Emanuela Mascherini – cortometraggio (2018)

## Televisione
- La vedova scaltra di Carlo Goldoni, regia di Franco Enriquez, 24 settembre 1968.
- La nuora di David Herbert Lawrence, regia di Edmo Fenoglio, 9 settembre 1969.
- La tigre e il cavallo di Robert Bolt, regia di Mario Landi, 30 dicembre 1969.
- I giusti di Albert Camus, regia di Enrico Colosimo, 1⁰ settembre 1970.
- Il secondo colpo di Robert Thomas, regia di Guglielmo Morandi, 24 novembre 1970.
- Le cinque giornate di Milano, regia di Leandro Castellani – miniserie TV, 5 puntate (1970)
- La rosa bianca, regia di Alberto Negrin – sceneggiato televisivo in due puntate, 4 e 11 febbraio 1971.
- Oltre il duemila di Inisero Cremaschi, regia di Piero Nelli – miniserie TV, episodio Il computer (1971)
- Astronave terra di Rina Macrelli, regia di Alberto Negrin – miniserie TV, 2 episodi, 14 e 21 dicembre 1971.
- Orfeo in Paradiso di Luigi Santucci, regia di Leandro Castellani – miniserie TV, 2 episodi, 28 e 31 dicembre 1971.
- Ipotesi sulla scomparsa di un fisico atomico, scritto e diretto da Leandro Castellani, 25 aprile 1972.
- La miliardaria di George Bernard Shaw, regia di Giuliana Berlinguer, 22 dicembre 1972.
- Lungo il fiume e sull'acqua di Francis Durbridge, regia di Alberto Negrin – miniserie TV, 5 episodi (1973)
- Il numero dieci di Rina Macrelli, regia di Silvio Maestranzi, 21 aprile 1973.
- L'intrigo e l'amore di Friedrich Schiller, regia di Enrico Colosimo, 29 giugno 1973.
- La bottega del caffè di Carlo Goldoni, regia di Edmo Fenoglio, 28 dicembre 1973.
- Malombra, dal romanzo di Antonio Fogazzaro, regia di Raffaele Meloni – miniserie TV, 4 episodi (1974)
- Mozart in viaggio verso Praga, dal racconto di Eduard Mörike, regia di Stefano Roncoroni, 28 maggio 1974.
- Il consigliere imperiale di Lucio Mandarà, regia di Sandro Bolchi, 3 puntate, dal 2 al 16 giugno 1974.
- Philo Vance, regia di Marco Leto – miniserie TV, episodio La strana morte del signor Benson, in 2 parti, 3 e 7 settembre 1974.
- Anna Karenina, dal romanzo di Lev Tolstoj, regia di Sandro Bolchi – miniserie TV, 6 episodi (1974)
- Quaranta giorni di libertà di Luciano Codignola, regia di Leandro Castellani – miniserie TV, 3 episodi (1974)
- La bufera, dal romanzo di Edoardo Calandra, regia di Edmo Fenoglio, 3 puntate, dall'8 al 22 luglio 1975.
- Majakovskij, regia di Alberto Negrin – miniserie TV, 2 episodi, 4 e 11 aprile 1976.
- Chicchignola di Ettore Petrolini, regia di Maurizio Scaparro, 2 settembre 1977.
- L'agente segreto, dal romanzo di Joseph Conrad, regia di Antonio Calenda, 2 puntate, 1 e 8 gennaio 1978.
- Re Lear di William Shakespeare, regia di Giorgio Strehler, Piccolo Teatro di Milano, 5 e 6 ottobre 1979.
- Poco a poco di Francis Durbridge, regia di Alberto Sironi – miniserie TV, 3 episodi (1980)
- George Sand, regia di Giorgio Albertazzi – miniserie TV, 4 episodi (1981)
- La tempesta di William Shakespeare, regia di Giorgio Strehler, 14 dicembre 1981.
- Minnie la candida di Massimo Bontempelli, regia di Carlo Battistoni, 29 gennaio 1982.
- La bottega del caffè di Carlo Goldoni, regia di Giancarlo Sbragia, 28 ottobre 1983.
- Neve a Capri, dal romanzo di Paul Paoli, regia di Gianluigi Calderone, 24 gennaio 1985.
- Il giudice istruttore, regia di Gianluigi Calderone, episodio Un caso di sequestro, 10 maggio 1990.
- Gli ultimi giorni dell'umanità di Karl Kraus, regia di Luca Ronconi, 23 settembre 1991.
- Quer pasticciaccio brutto de via Merulana di Carlo Emilio Gadda, regia di Luca Ronconi, 15 marzo 1997.
- L'avvocato delle donne – serie TV, episodio Barbara, 18 marzo 1997.
- Linda e il brigadiere – serie TV, episodio 1x02 (1997)
- Un prete tra noi – serie TV, episodio 2x02 (1999)
- Lui e lei 2 – serie TV (1999)
- Le madri, regia di Angelo Longoni, 8 e 9 dicembre 1999.
- Don Matteo – serie TV, episodio 2x09 (2001)
- Cuccioli, regia di Paolo Poeti – miniserie TV, 6 episodi (2002)
- Part Time, regia di Angelo Longoni, 2 episodi (gennaio 2004)
- Don Matteo– serie TV, episodio 6x04 (2008)
- Paolo VI - Il papa nella tempesta, regia di Fabrizio Costa – miniserie TV (2008)
- Est Ovest, testo e regia di Cristina Comencini (2009)
- Santa Barbara, regia di Carmine Elia – film TV (2012)
- Rossella 2 – serie TV, 5 episodi (2013)
- Purché finisca bene, regia di Fabrizio Costa – ciclo film Una villa per due (2014)
- La dama velata – serie TV, 12 episodi (2015)
- Maltese - Il romanzo del Commissario, regia di Gianluca Maria Tavarelli – miniserie TV, episodio 1x02 (2017)
- Non uccidere – serie TV, episodio 2x08 (2017)
- La porta rossa 2 – serie TV (2019)

## Radio
- Il rumore, radiodramma di Ludwig Harig, regia di Alessandro Brissoni, 10 giugno 1967.
- La favola di Orfeo, musica di Alfredo Casella, direttore Franco Caracciolo, 18 novembre 1971.
- Macbett di Eugène Ionesco, regia di Raffaele Meloni, 25 febbraio 1973.
- L'apprendista segnalatore di Brian Phelan, regia di Edmo Fenoglio, 27 settembre 1973.
- Ugo Foscolo. La vita e le opere, a cura di Nanni Balestrini, regia di Raffaele Meloni, 9 puntate, dal 20 maggio al 17 giugno 1974.
- Il coccodrillo, musica di Valentino Bucchi, direttore Andrzej Markowski, 4 luglio 1974.

## Teatro
- Lucrezia?... (Pour Lucrèce) di Jean Giraudoux, regia di Luca Ronconi, Teatro Sant'Erasmo di Milano, 25 novembre 1966.
- Giovanna d'Arco al rogo, oratorio di Paul Claudel, regia di Luca Ronconi, Teatro Nuovo di Torino, 30 marzo 1967.
- Il mercante di Venezia di William Shakespeare, regia di Franco Enriquez, Teatro romano di Verona, 8 luglio 1967.
- Volpone di Ben Jonson, regia di Roberto Guicciardini, Estate Fiesolana (1967)
- La mandragola di Nicolò Machiavelli, regia di Roberto Guicciardini (1967)
- La vedova scaltra di Carlo Goldoni, regia di Franco Enriquez, Teatro La Fenice di Venezia, 1⁰ ottobre 1967.
- Rosencrantz e Guildenstern sono morti di Tom Stoppard, regia di Franco Enriquez, Teatro Metastasio di Prato, 24 gennaio 1968.
- Le fenicie di Euripide, regia di Franco Enriquez,  Teatro greco di Siracusa, 30 maggio 1968.
- Discorso per la lettera a una professoressa della scuola di Barbiana e la rivolta degli studenti, di Franco Enriquez e Franco Cuomo, regia di Franco Enriquez, Teatro Corso di Mestre, 19 settembre 1968.
- Le mosche di Jean-Paul Sartre, regia di Franco Enriquez, Teatro Olimpico di Vicenza, 27 settembre 1968.
- L'ora della fantasia di Anna Bonacci, regia di Davide Montemurri (1972)
- Chicchignola di Ettore Petrolini, regia di Mario Scaccia (1974)
- Casina di Plauto, regia di Edmo Fenoglio, Plautus Festival di Sarsina, 2 agosto 1974.
- Troilo e Cressida di William Shakespeare, regia di Roberto Guicciardini, Teatro delle Arti di Roma (marzo 1976)
- Vestire gli ignudi di Luigi Pirandello, regia di Mario Missiroli, Teatro Quirino di Roma, 22 febbraio 1977.
- Re Lear di William Shakespeare, regia di Giorgio Strehler, Piccolo Teatro di Milano, 18 novembre 1977.
- Timone d'Atene di William Shakespeare, regia di Carlo Rivolta, Teatro Fraschini di Pavia, 20 febbraio 1978.
- La tempesta di William Shakespeare, regia di Giorgio Strehler, Teatro Lirico di Milano, 28 giugno 1978.
- L'illusion comique di Pierre Corneille, regia di Walter Pagliaro, Campo San Trovaso di Venezia, 17 luglio 1979.
- Minnie la candida di Massimo Bontempelli, regia di Carlo Battistoni, Piccolo Teatro di Milano; Teatro Ponchielli di Cremona, 12 febbraio 1980.
- La bottega del caffè di Carlo Goldoni, regia di Giancarlo Sbragia, Teatro Parioli di Roma (marzo 1982)
- Ifigenia fra i Tauri di Euripide, regia di Lamberto Puggelli, Teatro greco di Siracusa, 28 maggio 1982.
- Macbeth di William Shakespeare, regia di Vittorio Gassman, Teatro romano di Verona, 14 luglio 1983.
- Fedra di Jean Racine, regia di Luca Ronconi, Teatro Metastasio di Prato, 26 aprile 1984.
- Le due commedie in commedia di Giovan Battista Andreini, regia di Luca Ronconi, Teatro Malibran di Venezia, 18 ottobre 1984.
- Spettri di Henrik Ibsen, regia di Beppe Navello,  Teatro Stabile dell'Aquila (1985)
- Le false confidenze di Marivaux, regia di Walter Pagliaro, Teatro delle Arti di Roma, 14 novembre 1985.
- Le madri di Euripide, regia di Giancarlo Sbragia, Teatro greco di Siracusa, 24 maggio 1986.
- Il mercante di Venezia di William Shakespeare, regia di Orazio Costa, Teatro antico di Taormina, 31 luglio 1986.
- La serva amorosa di Carlo Goldoni, regia di Luca Ronconi, Teatro Comunale di Gubbio, 5 ottobre 1986.
- Il gabbiano di Anton Čechov, regia di Massimo Castri, Teatro Metastasio di Prato, 11 marzo 1987.
- Eunuchus di Publio Terenzio Afro, regia di Melo Freni, Teatro antico di Segesta, 11 luglio 1987.
- Il Ciclope di Euripide, regia di Giancarlo Sammartano, Teatro antico di Segesta, 12 luglio 1987.
- Le tre sorelle di Anton Čechov, regia di Luca Ronconi, Teatro Comunale di Gubbio, 29 marzo 1989.
- La vita offesa. Storia e memoria dei Lager nazisti nel racconto dei sopravvissuti, a cura di Luca Ronconi, Teatro Carignano di Torino, 26 aprile 1990.
- L'uomo difficile di Hugo von Hofmannsthal, regia di Luca Ronconi, Teatro Faraggiana di Novara, 13 maggio 1990.
- Gli ultimi giorni dell'umanità di Karl Kraus, regia di Luca Ronconi, Lingotto di Torino, 29 novembre 1990.
- La pazza di Chaillot di Jean Giraudoux, regia di Luca Ronconi, Teatro Carignano di Torino, 23 gennaio 1991.
- Tieste di Seneca, regia di Walter Pagliaro, Teatro antico di Segesta (1991)
- La moglie saggia di Carlo Goldoni, regia di Giuseppe Patroni Griffi, Teatro Morlacchi di Perugia, 21 novembre 1991.
- L'affare Makropulos di Karel Čapek, regia di Luca Ronconi, Teatro della Corte di Genova, 9 novembre 1993.
- Il cavaliere e la dama di Carlo Goldoni, regia di Mauro Avogadro, Borgio Verezzi, 14 luglio 1994.
- Re Lear di William Shakespeare, regia di Luca Ronconi, Teatro Argentina di Roma, 8 febbraio 1995.
- Io di Labiche, regia di Benno Besson, Teatro della Corte di Genova, 13 marzo 1996.
- Quer pasticciaccio brutto de via Merulana di Carlo Emilio Gadda, regia di Luca Ronconi, Teatro Argentina di Roma, 20 febbraio 1996.
- Ruy Blas di Victor Hugo, regia di Luca Ronconi, Teatro Carignano di Torino, 19 aprile 1996.
- La ragione degli altri di Luigi Pirandello, regia di Massimo Castri, Teatro Comunale di Gubbio, 14 gennaio 1997.
- Il principe travestito di Marivaux, regia di Cristina Pezzoli, Teatro Carignano di Torino, 18 maggio 1997.
- Fedra di Jean Racine, regia di Marco Sciaccaluga, Teatro della Corte di Genova, 7 aprile 1999.
- La ragione degli altri di Luigi Pirandello, regia di Massimo Castri, Teatro Gobetti di Torino, 18 aprile 2001.
- Intimo di Feydeau, due atti unici di Georges Feydeau, regia di Gigi Dall'Aglio, Teatro della Sapienza di Perugia, 15 gennaio 2002
  - Signora, sua madre è piuttosto... morta! (La suocera buonanima)
  - Ma non andare in giro tutta nuda!
- Prometeo incatenato di Eschilo, regia di Luca Ronconi, Teatro greco di Siracusa, 17 maggio 2002.
- Le baccanti di Euripide, regia di Luca Ronconi, Teatro greco di Siracusa, 18 maggio 2002.
- John Gabriel Borkman di Henrik Ibsen, regia di Massimo Castri, Teatro Civico di Vercelli, 9 aprile 2003.
- La bugiarda di Diego Fabbri, regia di Giorgio De Lullo, Teatro Diego Fabbri di Forlì, 23 ottobre 2003.
- Spettri di Henrik Ibsen, regia di Massimo Castri, Teatro Biondo di Palermo, 26 novembre 2004.
- Agamennone di Seneca, regia di Giuseppe Argirò, Teatro antico di Tindari, 22 maggio 2005.
- Un'ora e mezzo di ritardo di Gèrald Sibleyras e Jean Dell, regia di Piero Maccarinelli, Teatro Carignano di Torino, 15 novembre 2005.
- La lunga vita di Marianna Ucrìa di Dacia Maraini, regia di Lamberto Puggelli, Teatro Garibaldi di Modica, 26 febbraio 2006.
- Medea di Euripide, regia di Piero Maccarinelli, Teatro Olimpico di Vicenza, 28 settembre 2006.
- Gallina vecchia di Augusto Novelli, regia di Piero Maccarinelli, Teatro Persio Flacco di Volterra, 31 marzo 2007.
- Iliade, l’aspra contesa, letture tratte da canti dell’Iliade, regia di Piero Maccarinelli, Mercati di Traiano di Roma, 25 giugno 2007.
- Antonio e Cleopatra alle corse di Roberto Cavosi, regia di Andrée Ruth Shammah, Teatro Franco Parenti di Milano, 5 maggio 2009.
- Est Ovest, testo e regia di Cristina Comencini, Teatro Eliseo di Roma, 13 ottobre 2009.
- Edipo o della colpa, da Sofocle a Seneca, regia di Maurizio Panici, Plautus Festival di Sarsina, 23 luglio 2011.
- Il sistema di Ponzi di David Lescot, regia di Piero Maccarinelli, Piccolo Eliseo Patroni Griffi di Roma, 13 febbraio 2012.
- Così è (se vi pare) di Luigi Pirandello, regia di Michele Placido, Teatro D'Annunzio di Latina, 15 marzo 2012.
- Pugačëv di Sergej Esenin, regia di Maurizio Schmidt, Teatro Franco Parenti di Milano, 4 ottobre 2012.
- La notte di Elie Wiesel, letture per il Giorno della Memoria, Kulturni Dom di Gorizia, 24 gennaio 2014.
- Aspettando Godot di  Samuel Beckett,  regia di Maurizio Scaparro, Teatro Carcano di Milano, 12 novembre 2014.
- L'Esposizione Universale di Luigi Squarzina, regia di Piero Maccarinelli, Teatro India di Roma, 4 giugno 2015.
- I Persiani a Caporetto, scritto e diretto da Roberto Cavosi, Teatro Biondo di Palermo, 30 ottobre 2015.
- Candide di Mark Ravenhill, regia di Fabrizio Arcuri, Teatro Argentina di Roma, 27 febbraio 2016.
- Dieci piccoli indiani …e poi non rimase nessuno! di Agatha Christie, regia di Ricard Reguant, Borgio Verezzi, 19 luglio 2016.
- Sognare forse di Antonio Tabares, a cura di Ferdinando Cerian, Teatro Palladium di Roma, 29 marzo 2017.
- Medea di Seneca, regia di Walter Pagliaro, Teatro greco di Tindari, 25 maggio 2017.